# Adeonellopsis distoma
Adeonellopsis distoma is een mosdiertjessoort uit de familie van de Adeonidae. De wetenschappelijke naam van de soort is, als Lepralia distoma, voor het eerst geldig gepubliceerd in 1858 door Busk.